# Colossoma macropomum
Tambaqui (Danh pháp khoa học: Colossoma macropomum) là một loài cá nước ngọt cỡ lớn thuộc họ cá Serrasalmidae trong bộ cá chép mỡ (Characiformes). Nó có nguồn gốc từ vùng nhiệt đới Nam Mỹ, nhưng được nuôi trong nuôi trồng thủy sản và được du nhập đi nhiều nơi khác. Loài cá này còn được biết đến với những cái tên như cá Pema đen, cá Pema vây đen, cá Pema lớn, cá Cachama, cá Gamitana, và đôi khi là cá Pacu (tên được sử dụng cho một số loài liên quan khác).
Tambaqui hiện là thành viên duy nhất của chi Colossoma, nhưng hai loài Piaractus cũng được đưa vào chi này trong quá khứ. Cá Tambaqui là một giống cá thuộc họ với cá Piranha (loài cá nổi tiếng với tập tính hung tàn và ăn động vật sống) nhưng chúng lại có thức ăn khá khác biệt là chúng ăn hoa quả. Cá Tambaqui dài tới 3 feet (khoảng 0.9m) và nặng hơn 300 pound (khoảng 130 kg). Đây là loài cá mang giá trị cao trong khu vực, có thể bắt gặp chúng ăn hạt giống của cây cao su và thường tìm thấy chúng trong vùng biển gần Manaus của Brazil.

## Sinh thái
Tambaqui có nguồn gốc từ môi trường sống nước ngọt trong lưu vực sông Amazon và sông Orinoco của vùng nhiệt đới Nam Mỹ. Trong các dòng sông nước trong nhưng giàu dinh dưỡng như Madeira, Juruá, Putumayo (Içá) và Purus, nó phân bố trải dài khắp nơi, đến tận đầu nguồn của những con sông này. Trong các dòng sông nước đục nhưng nghèo dinh dưỡng như sông Rio Negro và sông nước trong như một số nhánh sông phải của Madeira, nó thường chỉ sống ở vùng hạ lưu cách khoảng 300 km (200 mi) và hiếm khi vượt quá mức thấp nhất c. 150 km (100 mi). Nó được nuôi rộng rãi trong nuôi trồng thủy sản ngoài phạm vi bản địa của nó ở Nam Mỹ. Hóa thạch Miocene được biết đến từ sông Magdalena, nhưng sự xuất hiện hiện đại ở dòng sông này là do sự du nhập của con người. 

## Mô tả

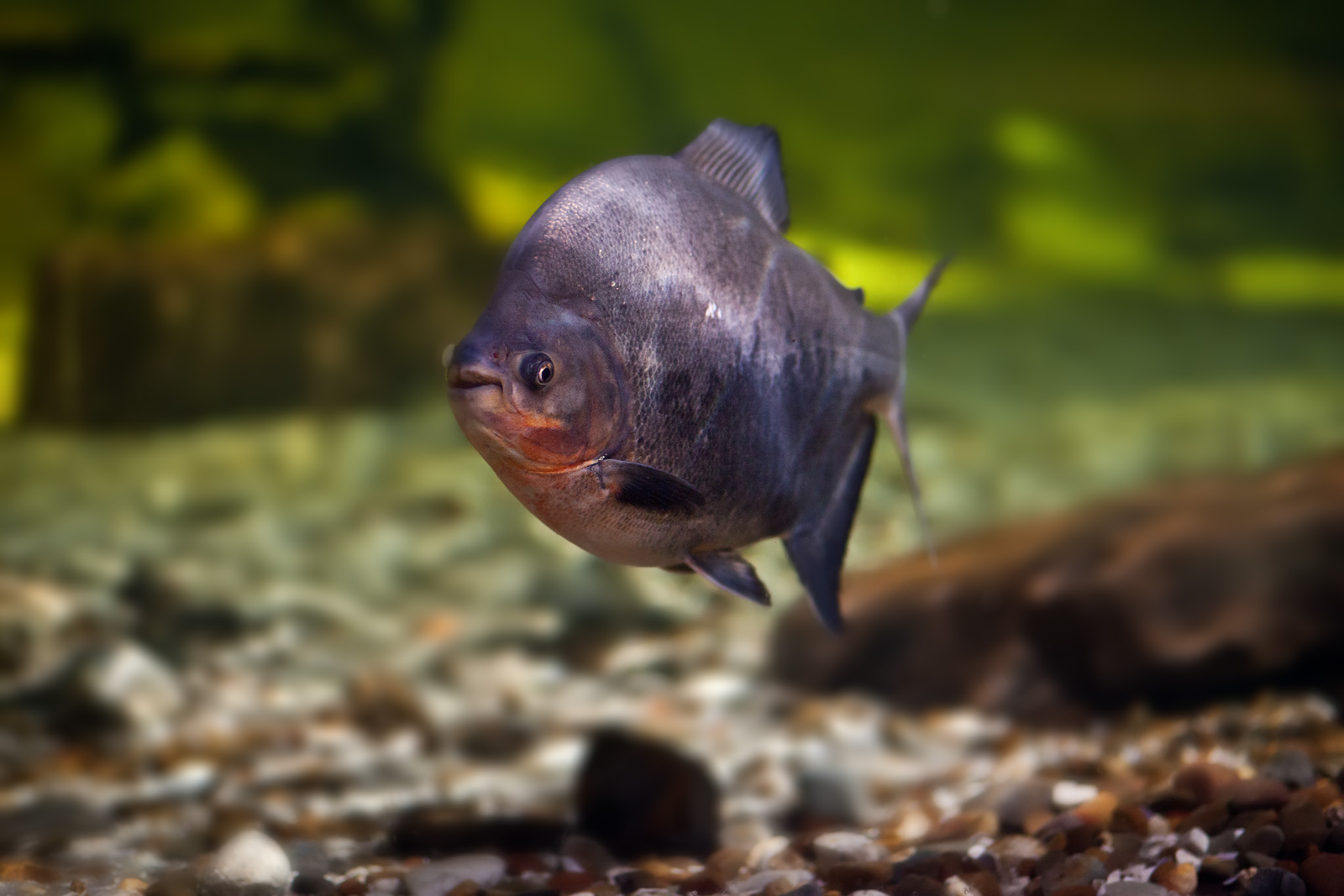
Tambaqui

Tambaqui là loài cá thuộc họ cá chép mỡ nặng nhất ở châu Mỹ (loài Salminus nhẹ hơn có thể phát triển dài hơn) và là loài cá nước ngọt có vảy nặng thứ hai ở Nam Mỹ (sau cá hải tượng long Arapaima). Nó có thể đạt tới 1,1 m (3,6 ft) trong tổng chiều dài và trọng lượng 44 kg (97 lb), nhưng kích thước điển hình hơn là 0,7 m (2,3 ft). Con lớn nhất bị bắt bởi cần câu và được tổ chức IGFA công nhận nặng 32,4 kg (71 lb). Sau mùa lũ, khoảng 10% trọng lượng của Tambaqui tăng do mùa này là dự trữ chất béo ở nội tạng và ít nhất 5% khác là chất béo được tìm thấy trong đầu và cơ bắp.
Loài cá này có hình dạng tương tự cá Piranha và cá con đôi khi bị nhầm lẫn với cá ăn thịt; cá Tambaqui gồ cao và bị nén một bên với đôi mắt to và phần lưng hơi cong. Không giống như nhiều loài săn mồi khác, răng của tambaqui giống như răng hàm, một sự thích nghi để nghiền nát hạt thực vật. Nửa dưới cơ thể của nó thường chủ yếu là màu đen. Phần còn lại chủ yếu là màu xám, hơi vàng hoặc ô liu, nhưng màu sắc chính xác thay đổi đáng kể và phụ thuộc một phần vào môi trường sống với các cá thể trong nước đen tối hơn nhiều so với các cá thể từ nước trắng. Các vây bụng, hậu môn và vây ngực nhỏ có màu đen.
Tambaqui giống với cá Pirapitinga (Piaractus brachypomus), nhưng loài thứ hai có cấu hình đầu tròn hơn (ít thon dài và nhọn) và vây mỡ nhỏ hơn thiếu tia, cũng như sự khác biệt về răng và nướu. Các giống lai giữa tambaqui và Piaractus tương tự (cả hai loài) đã được sản xuất trong nuôi trồng thủy sản, và đôi khi được nhìn thấy trong tự nhiên. Con cái lai có thể khó xác định chỉ bằng vẻ bề ngoài.

## Tập tính ăn
Tambaqui ăn trái cây và hạt, đặc biệt là từ thực vật hạt kín và các loài cây thân thảo mọc gần mép sông và rủ lá. Tùy thuộc vào số lượng và chất lượng thực phẩm của những thức ăn này, nó khiến cá quyết định vị trí môi trường sống của chúng. Trong một nghiên cứu trong mùa nước nổi, thì có 78% của chế độ ăn uống bao gồm các loại trái cây. Một nghiên cứu khác về hàm lượng dạ dày của 138 mẫu vật trong mùa nước cao cho thấy 44% trọng lượng là trái cây và hạt, 30% là động vật phù du và 22% là lúa hoang. Trong số 125 mẫu vật trong mùa nước thấp, tỷ lệ cao hơn có dạ dày trống rỗng (14%, gấp khoảng mười lần so với mùa nước cao) và khoảng 70% tổng trọng lượng của dạ dày là phù du phiêu sinh (zooplakton). Ngoài hạt, trái cây, lúa hoang và động vật phù du, mức độ nhỏ hơn thì chúng còn ăn côn trùng, ốc, tôm, cá nhỏ, tảo sợi và thực vật mục nát.

## Với con người
Thịt của tambaqui là phổ biến và chiếm giá cả hàng đầu trong các chợ cá trong phạm vi bản địa của nó. Nó được bán trên cả phân khúc thị trường cá tươi và cá đông lạnh. Các quần thể hoang dã của Tambaqui đã giảm vì đánh bắt quá mức và nhiều loài cá hiện đang bị bắt là cá con. Chỉ riêng ở Manaus, sản lượng đã sụt xuống từ 15.000 tấn (14.800 tấn) mỗi năm trong thập niên 1970 đến 800 tấn (790 tấn) vào năm 1996. Dựa trên đánh giá của IBAMA, đây là loài cá được đánh bắt nhiều thứ 11 về trọng lượng ở Amazon Brazil năm 1998 (ngay trước loài cá có liên quan chặt chẽ, Piaractus brachypomus).
Tambaqui hiện là đối tượng được nuôi trong nuôi trồng thủy sản. Nó có thể sống ở vùng nước nghèo oxy và có khả năng kháng bệnh rất tốt. Ở Brazil, tambaqui là một trong những loài cá chính được nuôi và do đó rất quan trọng đối với nền kinh tế của đất nước. Các nghiên cứu về Tambaqui được nuôi ở Brazil đã tiết lộ sự đa dạng di truyền tương tự như đã thấy trong các quần thể hoang dã. Trong các trang trại nuôi cá, loài này đôi khi được lai với Piaractus để tạo ra con cái chấp nhận phạm vi nhiệt độ rộng hơn (nước lạnh hơn) loài cá Tambaqui thuần chủng.
Ở Thái Lan, loài cá này, được biết đến với tên địa phương là pla khu dam (ปลาคู้ดำ), được du nhập từ Hồng Kông và Singapore như một phần của các dự án nuôi cá du nhập để nâng cao sản lượng và năng suất, nhưng chúng đã thích nghi tốt với điều kiện địa phương và phát triển tự nhiên ở một số khu vực. Ngoài ra còn có một dân số được du nhập ở Puerto Rico. Cá con 5 tuổi khoảng 7,5 cm (2–3 in), đôi khi được dán nhãn là "Piranha ăn chay", thường thấy trong buôn bán cá cảnh, nhưng chúng nhanh chóng phát triển đến kích thước lớn và cần một bể lớn.